# هيموغلوبين الكرية الوسطي

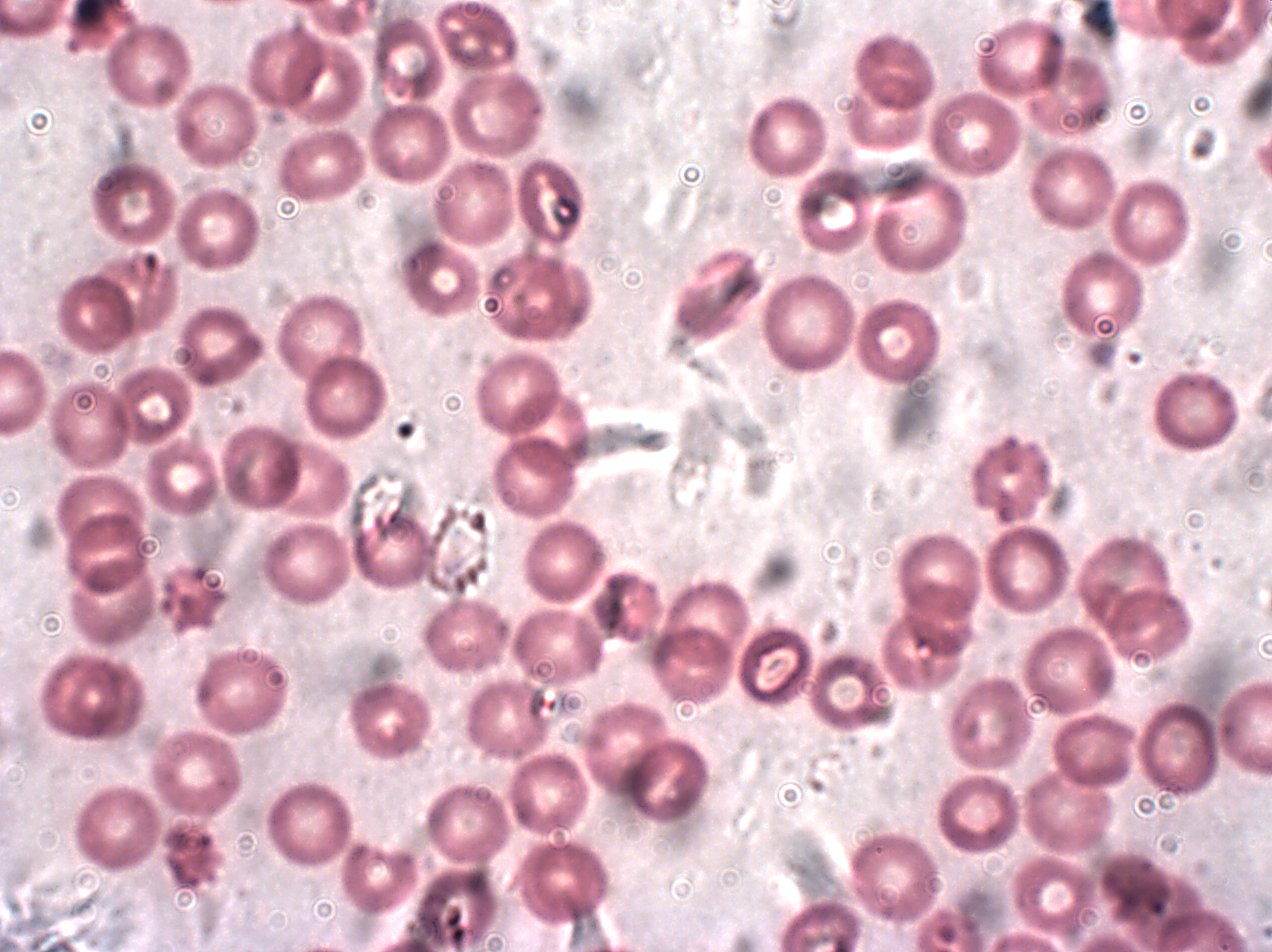

هيموغلوبين الكرية الوسطي (بالإنجليزية:  Mean corpuscular Hemoglobin)‏ هو متوسّط كتلة الهيموغلوبين في كريّة الدم الحمراء الواحدة في عيّنة من الدم. وهو أحد المتغيرات في العد الدموي الشامل. 
يُحسب هيموغلوبين الكرية الوسطي عن طريق قسمة الكتلة الكلية للهيموغلوبين على عدد كريات الدم الحمراء في حجم معين من الدم.
مجال السواء لهيموغلوبين الكرية الوسطي هو: 27-31 بيكوغرام للخلية الواحدة. التحويل لوحدات SI هو: 1 بيكوغرام من الهيموغلوبين = 0.06207 فمتومول. من هنا مجال السواء بوحدات SI هو: 1.92-1.68 فمتومول/خلية.

## مثال حسابي
| المتغير                  | الوحدات                                  | الوحدات المقبولة                         | تحويل الوحدات   |
| ------------------------ | ---------------------------------------- | ---------------------------------------- | --------------- |
| هيماتوكريت               | 40%                                      |                                          |                 |
| هيموغلوبين               | 100 غرام/لتر                             | 10 غرام/ديسيلتر                          | (ديسي هي 1-10)  |
| كريات الدم الحمراء       | 1012 {\displaystyle \times } 5 خلايا/لتر | 1012 {\displaystyle \times } 5 خلايا/لتر |                 |
| الحجم الكريوي الوسطي     | 10-14 {\displaystyle \times } 8 لتر/خلية | 80 فمتولتر/خلية                          | (فمتو هي 15-10) |
| هيموغلوبين الكرية الوسطي | 10-11 {\displaystyle \times } 2 لتر/خلية | 20 بيكوغرام/خلية                         | (بيكو هي 12-10) |